# Nomada immaculata
Nomada immaculata är en biart som beskrevs av Morawitz 1874. Nomada immaculata ingår i släktet gökbin, och familjen långtungebin. Inga underarter finns listade i Catalogue of Life.